# ジョアン・カルロス・ダ・シウバ・コスタ
ジョアン・カルロス・ダ・シルヴァ・コスタ（João Carlos da Silva Costa、1956年1月15日 - ）は、ブラジル出身のサッカー指導者。鹿島アントラーズなどの監督を歴任し、Jリーグでは通算で4冠を獲得している。なお、サッカー選手としての経験は全く無く、指導者としてのキャリアの最初はフィジカルコーチである。

## 来歴

### 鹿島アントラーズ時代
1996年、エドゥー（ジーコの実兄）の後を受けて鹿島監督に就任。なお、ジーコは同時に鹿島のテクニカルディレクターに就任している。1998年のシーズン途中で辞任するまで2年半監督を務める。
- 1996年 Jリーグ年間王者
- 1997年 Jリーグ1stステージ優勝
- 1997年 ナビスコカップ優勝
- 1997年 天皇杯優勝
- 1997年・1998年 ゼロックス・スーパーカップ優勝

1997年は年間王者こそ2ndステージ優勝のジュビロ磐田に譲ったものの年間勝ち点の合計では1位であり、2005年の制度であれば年間三冠である。1998年の夏、フランスワールドカップ中断中の合宿でブラジル人主力選手のジョルジーニョ、ビスマルク、マジーニョとの確執が原因で監督を辞任。

### 名古屋グランパスエイト時代
1999年、名古屋のこの年4人目の監督（代行も含む）に就任。後は連戦連勝。チームは天皇杯を制する。
しかし、2000年は選手層が薄くなったこと、主力に怪我人が続出したこと、そして大岩剛、望月重良、平野孝、小倉隆史との確執（後に3選手は解雇、小倉は3月に市原に期限付き移籍後オフに0円提示を受け退団）が原因で思うような成績があげられなかった。
2001年のファーストステージでは3位という成績を残したが、ストイコビッチの現役最後のファーストステージで優勝が出来なかった事と再び主力選手との確執が原因で解任される。

### セレッソ大阪時代以降
名古屋グランパスを去った後、J2降格の危機に瀕していたセレッソ大阪の監督に就任し、J1残留を託される。しかし、海外のクラブへ移籍した西澤明訓の穴を埋める事が出来ず、リーグ戦3試合を残してJ2降格が決まり降格直後に辞任する。後任の西村昭宏が残りのリーグ戦を全勝で終え、天皇杯は準優勝となる。
その後、2003年にはこの年からJ2に降格したコンサドーレ札幌の監督に就任するが、名古屋時代の確執から就任を待たず小倉隆史が退団、ブラジル人を3人揃えた外国人選手も確執などからシーズン中盤で総入れ替えになり、チームも低迷、シーズン途中で辞任となった。

## タイトル

### 指導者時代
鹿島アントラーズ
- J1リーグ:回（1996）
  - 1stステージ:1回（1997）
- Jリーグカップ:1回（1997）
- 天皇杯全日本サッカー選手権大会:1回（1997）
- XEROX SUPER CUP:2回（1997、1998）

名古屋グランパスエイト
- 天皇杯全日本サッカー選手権大会:1回（1999）